# 클라크의 삼법칙
클라크의 삼법칙(Clarke's three laws)은 영국의 SF 작가인 아서 C. 클라크가 고안한 세 가지 법칙으로 그 내용은 다음과 같다.
1. 어떤 노년의 과학자가 무엇이 가능하리라고 한다면 그것은 거의 확실히 맞다. 그러나 그가 무엇이 불가능하리라고 한다면 틀릴 가능성이 높다.
2. 가능성의 한계를 발견하는 유일한 방법은 불가능할 때까지 시도해 보는 방법밖에 없다.
3. 충분히 발달한 기술은 마법과 구분할 수 없다.

## 같이 보기
- 로봇공학의 삼원칙